# 氷の花 (ゴスペラーズの曲)
『氷の花』（こおりのはな）は、ゴスペラーズ43枚目のシングル。2013年1月30日にキューンミュージックから発売。

## 解説
表題曲「氷の花」は、映画『きいろいゾウ』主題歌で、宮崎あおいが演じる主役の一人“ツマ”をイメージして書き下ろされた楽曲。カップリング曲「Someone To Watch Over Me」は、ミュージカル『オー、ケイ!』劇中歌のカヴァー曲で、野村不動産の『PROUD』のCMソングとなっており、ダブル・タイアップになっている。
初回生産限定盤と通常盤の2形態でリリースされており、初回生産限定盤には表題曲「氷の花」を含むミュージック・ビデオ6作品を収録したDVDが付属。通常盤（初回仕様限定）には『きいろいゾウ』の原作者・西加奈子描き下ろしのアナザー・ジャケットが封入されている。

## 収録曲

### CD（初回生産限定盤・通常盤共通）
1. 氷の花 (5:15)
  - 作詞：MIZUE　作曲・編曲：妹尾武
2. Someone To Watch Over Me (3:42)
  - Words by Ira Gershwin
  - Music by George Gershwin
  - 編曲：笹路正徳

### DVD（初回生産限定盤のみ）
1. NEVER STOP -Music Video-
2. BRIDGE -Music Video-
3. Up, Up And Away （feat. May J.） -Music Video-
4. It's Alright 〜君といるだけで〜 -Music Video-
5. STEP! -Music Video-
6. 氷の花 -Music Video-